# Punta Abaltana
La punta Abaltana è una montagna della Sardegna settentrionale (Italia) alta 719 m s.l.m. Si trova nel comune di Bortigiadas, nella provincia della Gallura Nord-Est Sardegna.